# Риарио
Риарио (на италиански: Riario) са италианска благородническа фамилия от Савона, която се издига с роднинската си връзка с папа Сикст IV (Франческо дела Ровере).
Фамилията произлиза от Дегенардо, хауптман при император Фридрих Барбароса. През 1473 г. Сикст IV купува Имола от херцога на Милано Галеацо Мария Сфорца, и го дава на фамилията Риарио. През 18 век фамилията строи Палацо Риарио Сфорца в Неапол. Днешният носител на титлата Риарио Сфорца е Дон Джовани 10. Duca Riario-Sforza, 12. Principe di Ardore (* Рим 1959).

## Известни
- Пиетро Риарио († 1453/1459), 1440 г. се жени за Бианка дела Ровере, сестра на папа Сикст IV (1471–1484)
- Джироламо Риарио (1443–1488), генерал на църквата, племенник или син на папа Сикст IV. Женен 1477 г. за Катерина Сфорца, незаконна дъщеря на Галеацо Мария Сфорца, херцог на Милано от фамилията Сфорца
- Отавиано Риарио (1479–1523), сеньор на Форли и Имола, епископ на Витербо (1488–1489)
- Чезаре Риарио (1480–1540), архиепископ на Пиза (1506-1518)
- Бианка Риарио (1481–1522), 1494 омъжена за Асторе III Манфреди (1485–1502) от Фаенца и 2. за Троило I де Роси, 1 маркиз на Сан Секондо
- Галеацо Риарио дела Ровере Сфорца (1487–1557), сенатор на Болоня, женен през 1504 г. за Мария дела Ровере (1482–1538), дъщеря на Джовани дела Ровере. Взема името на майка си Катерина Сфорца и фамилията започва да се казва Риарио Сфорца
- Виоланта Риарио дела Ровере (1441–1483), омъжена за Антонио Сансони
  - Рафаеле Риарио (1460–1521), 1477 кардинал
- Пиетро Риарио (1445–1474), 1471 кардинал, латински патриарх на Константинопол (1472–1474), от 1473 г. архиепископ на Флоренция, мецен на изкуството
- Алесандро Риарио (1543–1585), 1578 кардинал
- Фердинандо († 1662), издигнат 1620 г. на херцог
- Томасо Риарио Сфорца (1782–1857), 1823 кардинал
- Систо Риарио Сфорца (1910–1877), 1846 кардинал